# 수산INT
주식회사 수산아이앤티(영어: SOOSAN INT)는 수산그룹 산하의 소프트웨어 기업으로, 수호천사라는 유해사이트 차단 소프트웨어의 개발자로 알려져 있다.

## 역사 및 현황
- 1998년 3월 4일: 회사 설립[1]
- 2016년: 수산INT로 사명 변경[4]